# Kungliga Vetenskaps- och Vitterhets-Samhället i Göteborg
Kungliga Vetenskaps- och Vitterhets-Samhället i Göteborg, förkortat KVVS och ofta benämnt bara Samhället, är en kunglig akademi. Startades som Witterhets Klubb 1759, men som övergick i en vetenskapsakademi 1773. Den stadfästes som kunglig akademi 1778 av Gustav III.

## Bakgrund
Kungliga Vetenskaps- och Vitterhets-Samhället i Göteborg är en vetenskaplig akademi, som grundades 1773 och som fick kunglig stadfästelse den 6 mars 1778. Den föregicks av en Witterhets Klubb eller Nil nisi suecanum, som grundades år 1759 och därefter fortsatte i denna. Grundare var främst lektorn Johan Rosén i Göteborg och sedermera biskopen i Kalmar Martin Jöran Wallenstråle. Antalet arbetande ledamöter begränsades till 100. Ledamöterna är indelade i två avdelningar, dels Vitterhetsavdelningen med vitterhet och de sköna konsterna samt de historiska vetenskaperna. I Vetenskapsavdelningen finns sex klasser (för matematisk-teknisk, fysisk, biologisk, medicinsk vetenskap, rätts- och samhällsvetenskaper samt teologi, filosofi och språkvetenskaper). Många av ledamöterna är professorer, ett antal ledamöter är höga ämbetsmän; flertalet är bosatta i eller har anknytning till Göteborg. Ledamotskap vinnes genom inval, ledamotskap förkortas LVVS. Kungliga Samhället firar sin årshögtid den 24 januari, Gustav III:s födelsedag, på Börsens solennitetssal i Göteborg. 
KVVS kallas med en kortform ofta endast "Kungliga Samhället" och skall därvid skiljas från "Kungliga Samfundet", som är det förkortade namnet för Kungliga Samfundet för utgivande av handskrifter rörande Skandinaviens historia och från kortformen "Vitterheten", som Vitterhetsakademien i dagligt tal benämnes av sina ledamöter.
På tidigt 1700-tal började intresset växa för vetenskap och upptäckter. De Ostindiska kompanierna kom till, kompaniet i Sverige bildades 1731. Nyfikenheten väcktes för asiatisk konst och kultur samt aptit för utbyte med främmande länder. Linné skapade ett kategorissystem för växter och Jonas Alströmer införde potatisen i Sverige. I Göteborg, där man oftast ”skrev fakturor i stället för poesi”, bildades en 'Witterhets Klubb' av Johan Rosén, lektor i latinsk vältalighet och poesi vid stadens gymnasium, Latinläroverket sedermera Hvitfeldtska läroverket. Sällskapet ordnade föreläsningar och intresserade sig för ”ekonomien, naturalhistorien, botaniken samt fäderneslandets och Göteborgs stads historia”. 
Klubben omvandlades 1778 till "Kungl. Vetenskaps- och Vitterhets-Samhället" i Göteborg.

## Ledamöter
Akademins syften är relaterade till aktuell vetenskap med sikte på framtiden, men samtidigt håller man på traditionerna, ledamöterna tituleras ”herr” och ”fru”. 
I dag har akademin 219 svenska och 40 utländska ledamöter, som är verksamma inom matematik och naturvetenskap, teknik, medicin, rätts- och samhällsvetenskaper, teologi, filosofi, språkvetenskaper, konst och litteratur. Redan från början kunde damer väljas in, de har emellertid hittills varit i minoritet. När sällskapet fick kungligt beskydd år 1778 upphörde man för en lång tid att acceptera kvinnliga medlemmar, men före denna tidpunkt uppges nio kvinnliga medlemmar ha valts in, bland dem Anna Maria Lenngren.

## Verksamhet
En viktig uppgift för KVVS har varit att initiera och stödja vetenskaplig forskning. Man delar ut drygt 3 miljoner kronor om året i form av stipendier och stöd till tryckning av vetenskapliga skrifter.
Merparten av pengarna, som kommer från 17 olika fonder, går till arbetsstipendier, resten består av rese- och publiceringsstipendier. Vetenskapliga expeditioner som Vegaexpeditionen på slutet av 1800-talet och Albatrossexpeditionen i mitten av 1900-talet har fått stöd av KVVS. Genom expeditionerna och kontakterna med rederierna, inte minst Ostindiska kompaniet, samlade KVVS på sig föremål från främmande länder. 
Det blev ett litet naturhistoriskt museum, som blev grunden till nästan alla Göteborgs museer av i dag. Med tiden lämnades såväl museerna och det vetenskapliga biblioteket över till offentliga huvudmän.
Tack vare denna akademi har utöver stadens museer såväl universitetet som Botaniska trädgården kommit till.
För några år sedan [när?] beslöt man i KVVS att knyta an till akademins tidigare roll som tillskyndare av museerna. 
Det gör man dels i form av stöd till museianknuten forskningsverksamhet vid Göteborgs universitet och Chalmers tekniska högskola, dels som forsknings- och resestipendier åt anställda på museet och i Botaniska trädgården.
Varje år, på Gustav III:s födelsedag 24 januari, firar Kungliga Samhället sitt högtidliga årssammanträde på Börsen. Det sker efter gamla regler och med sedvanlig akademisk pompa. I Vitterhetens årsskrift finner man i minnestalen över avlidna ledamöter kombinerad vetenskaps- och personhistoria, som vittnar om människans förmåga att tänja sig intellektuellt och flytta gränser för efterföljare och om insatser relaterade till sin tids vetenskap och kultur med en allmängiltig betydelse för framtiden.
Gunhild Vidén, professor i latin vid Göteborgs universitet, är ständig sekreterare i KVVS. Förutom verksamheten med stipendier, publiceringsstöd och anslag till forskning anordnar KVVS årligen symposier och tiotalet vetenskapliga föreläsningar, varav minst två är offentliga. Föreläsare är ofta utländska professorer och forskare i mycket aktuella ämnen.

## Kronologi
Fakta om KVVS:
- 1759 Witterhets Klubben bildas;
- 1778 Kungliga Samhället stadfästes av Gustav III;
- 1833 Naturhistoriska museet kommer till;
- 1861 Göteborgs museum bildas;
- 1878–1880 Vegaexpeditionen;
- 1948 Albatrossexpeditionen;

## Handlingar
- Det Götheborgska wetenskaps och witterhets samhällets handlingar. Wetenskaps afdelningen. Götheborg. 1778–1808. Libris 560552
- Nya handlingar af Kongl. wettenskaps och witterhets samhället i Götheborg. Götheborg. 1808–1822. Libris 645476
- Årsbok. Göteborg: Kungl. Vetenskaps- och vitterhets-samhället. 1967–. Libris 8262544